# Al-Omari-Moschee (Darʿā)
Koordinaten: 32° 36′ 44″ N, 36° 6′ 3″ O
Die al-Omari-Moschee (arabisch الجامع العمري, DMG al-ǧāmiʿ al-ʿumarī) ist eine nach dem Kalifen Umar ibn al-Chattab benannte Moschee in der Stadt Darʿā in Syrien. Sie befindet sich im südlichen Teil von Darʿā, in der Umar-ibn-al-Chattab-Straße. Unmittelbar westlich schließt sich ein als archäologisches Freilichtmuseum konzipiertes Gelände an, es zeigt Ruinen eines Theaters aus römisch-byzantinischer Zeit.
Derzeit (März 2011) ist Scheich Ahmed as-Sayasina der offizielle Prediger der Moschee.

## Architektur

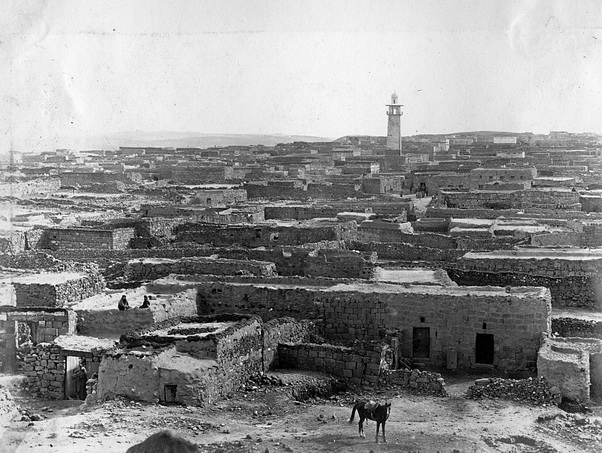
Darʿā 1917 überragt vom Minarett der al-ʿOmari-Moschee

Die al-Omari-Moschee ist eine der wichtigsten Sehenswürdigkeiten von Darʿā. Sie ist dreischiffig und im Innenraum von antiken Spolien beherrscht. Der Grundriss orientiert sich an der Umayyaden-Moschee in Damaskus. Wann die Moschee erbaut wurde, ist nicht bekannt, es ist aber möglich, dass die ersten Arbeiten in der frühislamischen Zeit stattfanden. Der Hof ist von Doppelarkaden gesäumt. Dort befindet sich auch eine Inschrift, die den Anbau von Riwaqs im Jahr 1253 beschreibt.

## Geschichte
Die Moschee wurde im Zuge der landesweiten Proteste von circa 300 Personen als Organisationszentrale für regierungskritische Demonstrationen genutzt. Am 22. März 2011 versammelten sich über tausend Demonstranten und bildeten eine Menschenkette um die Moschee. Am Morgen tags darauf stürmten die Sicherheitskräfte unter dem Einsatz von Tränengas und Heckenschützen die Moschee. Anfangs war von sechs toten Demonstranten die Rede. Nach Krankenhausangaben kamen dabei aber mindestens 25 beziehungsweise 37 Personen durch Schusswaffen ums Leben und Oppositionsvertreter sprachen gar von mehr als hundert Erschossenen. Die Regierung sprach von einem Einsatz gegen eine „bewaffnete Bande“ und zeigte Bilder von Waffenfunden.
Zum Fest des Fastenbrechens, Ende August 2011, gab es, nach Angaben des Koordinationskomitees, eine „riesige“ Demonstration vor der Moschee.